# Fernmeldekommando 1
Das Fernmeldekommando 1 war eines der Fernmeldekommandos des Heeres der Bundeswehr. Der Sitz des Stabes war Münster. Das Fernmeldekommando war Teil der Korpstruppen des I. Korps.

## Aufträge
Das Fernmeldekommando bündelte auf Ebene des Korps die Truppenteile der Fernmeldetruppe. Hauptaufgabe war der Aufbau, der Betrieb und die Wartung der Informationstechnik der Korpsgefechtsstände. Die Fernmeldetechnik ermöglichte dem Kommandierenden General und seinem Stab die Verbindung zu den eigenen Korpstruppen, zu den unterstellten Divisionen, zu den benachbarten Korps und übergeordneten Führungsstäben der Northern Army Group. Hauptaufgabe des Fernmeldebataillons 120 war die Elektronische Kampfführung.
Insgesamt entsprach die Größe des Fernmeldekommandos mit etwa 2200 Soldaten in der Kriegsgliederung in etwa einer halben Brigaden des Feldheeres.

## Gliederung
Um 1989 gliederte sich das Fernmeldekommando grob in:
- Stab / Stabskompanie Fernmeldekommando 1, Münster
  -  Fernmeldebataillon 110, Coesfeld
  -  Fernmeldebataillon 120, Rotenburg (Wümme)
  -  Fernmeldebataillon 130, Coesfeld
  -  Fernmeldeausbildungskompanie 1/I, Coesfeld (im Frieden zu Fernmeldebataillon 130)
  -  Fernmeldeausbildungskompanie 2/I, Coesfeld (im Frieden zu Fernmeldebataillon 110)
  -  Fernmeldeausbildungskompanie 3/I, Northeim (im Frieden zu Fernmeldebataillon 1)
  -  Fernmeldeausbildungskompanie 4/I, Rotenburg (Wümme)
  -  Fernmeldeausbildungskompanie 5/I, Rotenburg (Wümme) (ab Oktober 1989 Clausthal-Zellerfeld) (im Frieden zu Fernmeldebataillon 120)

Im Frieden waren zusätzlich die Frontnachrichtenkompanie 100 und die Fernspähkompanie 100 unterstellt. Beide Kompanien waren im Verteidigungsfall direkt dem I. Korps unterstellt. Dem Fernmeldebataillon 120 bzw. direkt dem Fernmeldekommando 1 unterstanden im Frieden zusätzlich drei Fernmeldekompanien für die Elektronische Kampfführung, die im Verteidigungsfall der 1., 3. und 7. Panzerdivision unterstanden.

## Geschichte

### Vorgeschichte
Ab 1957 wurde die Dienststellung des Leitenden Korpsfernmeldeoffiziers in der Stabsabteilung des I. Korps ausgeplant. Ab 1960 wurde daraus durch Umbenennung der Korpsfernmeldekommandeur 1, der seinen Sitz in der Von-Einem-Kaserne in Münster hatte.

### Aufstellung
Das Fernmeldekommando wurde am 1. Juli 1972 zur Einnahme der Heeresstruktur III in der Von-Einem-Kaserne in Münster aufgestellt. Zur Aufstellung wurde der Stab und Stabskompanie des Korpsfernmeldekommandeur 1 herangezogen.

### Auflösung
Nach Ende des Kalten Krieges wurde das Fernmeldekommando 1994 etwa zeitgleich mit der Umgliederung des I. Korps zum 1. Deutsch-Niederländischen Korps außer Dienst gestellt. Teile des Fernmeldebataillons 110 wurden zur Aufstellung der Führungsunterstützungsbrigade 1 bzw. der Führungsunterstützungsbrigade Deutsch-Niederländisches Korps verwendet.

## Verbandsabzeichen

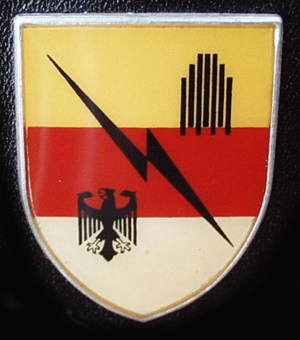
Internes Verbandsabzeichen des Stabes/Stabskompanie

Das Fernmeldekommando führte aufgrund seiner Ausplanung als Teil der unselbständigen Korpstruppen kein eigenes Verbandsabzeichen. Die Soldaten trugen daher das Verbandsabzeichen des übergeordneten Korps.
Als „Abzeichen“ wurde daher unpräzise manchmal das interne Verbandsabzeichen des Stabes und der Stabskompanie „pars pro toto“ für das gesamte Fernmeldekommando genutzt. Es zeigte im Wesentlichen als Hinweis auf den Stationierungsraum den stilisierten Giebel des alten Münsteraner Rathauses auf den Münsteraner Stadtfarben. Der Bundesadler ist das deutsche Wappentier und war auch im Verbandsabzeichen des I. Korps abgebildet. Der Blitz steht für die Truppengattung und ist ähnlich im Barettabzeichen der Fernmeldetruppe enthalten.